# Roberto Rosato
Roberto Rosato (18. srpen 1943, Chieri, Italské království – 20. červen 2010, Chieri, Itálie) byl italský fotbalový obránce.
Fotbalovou kariéru začal v mládežnické akademii v Turíně. První utkání mezi dospělými měl v roce 1961. Za býky odehrál šest sezon a nejlepší sezonu odehrál 1964/65 když v lize skončil na 3. místě a v poháru PVP došel do semifinále. Do Milána odešel v roce 1966, když si jej přál trenér Nereo Rocco. S týmem Rossoneri získal jeden titul v lize (1967/68), tři vítězství v italském poháru (1966/67, 1971/72, 1972/73), dvě výhry v poháru PVP (1967/68, 1972/73) a po jednom v poháru PMEZ (1968/69) a Interkontinentální pohár (1969). V roce 1973 hrál již v Janově, kde čtyři sezony, z toho dvě sezony ve druhé lize. Kariéru zakončil v roce 1979 v Aostě.

## Hráčská statistika
| Sezóna               | Klub                 | Liga                 | Liga   | Liga | Ligové poháry | Ligové poháry | Ligové poháry | Kontinentální poháry | Kontinentální poháry | Kontinentální poháry | Celkem | Celkem |
| Sezóna               | Klub                 | Soutěž               | Zápasy | Góly | Soutěž        | Zápasy        | Góly          | Soutěž               | Zápasy               | Góly                 | Zápasy | Góly   |
| -------------------- | -------------------- | -------------------- | ------ | ---- | ------------- | ------------- | ------------- | -------------------- | -------------------- | -------------------- | ------ | ------ |
| 1960/61              | Turín                | Serie A              | 1      | 0    | IP            | 3             | 0             | -                    | 0                    | 0                    | 4      | 0      |
| 1961/62              | Turín                | Serie A              | 28     | 2    | IP            | 1             | 0             | -                    | 0                    | 0                    | 29     | 2      |
| 1962/63              | Turín                | Serie A              | 12     | 0    | IP            | 2             | 0             | Stř.P                | 1                    | 0                    | 15     | 0      |
| 1963/64              | Turín                | Serie A              | 30     | 0    | IP            | 4             | 0             | -                    | 0                    | 0                    | 34     | 0      |
| 1964/65              | Turín                | Serie A              | 31     | 1    | IP            | 1             | 0             | PVP                  | 8                    | 1                    | 40     | 2      |
| 1965/66              | Turín                | Serie A              | 29     | 1    | IP            | 1             | 0             | Vel.P                | 1                    | 0                    | 31     | 1      |
| 1966/67              | Milán                | Serie A              | 33     | 2    | IP            | 5             | 0             | Stř.P                | 1                    | 0                    | 39     | 2      |
| 1967/68              | Milán                | Serie A              | 28     | 0    | IP            | 9             | 1             | PVP                  | 10                   | 0                    | 47     | 1      |
| 1968/69              | Milán                | Serie A              | 27     | 1    | IP            | 4             | 0             | PMEZ                 | 7                    | 0                    | 38     | 1      |
| 1969/70              | Milán                | Serie A              | 24     | 0    | IP            | 3             | 0             | PMEZ+Int.P           | 4+2                  | 0                    | 33     | 0      |
| 1970/71              | Milán                | Serie A              | 29     | 0    | IP            | 7             | 1             | -                    | 0                    | 0                    | 36     | 1      |
| 1971/72              | Milán                | Serie A              | 21     | 0    | IP            | 9             | 1             | UEFA                 | 5                    | 0                    | 35     | 1      |
| 1972/73              | Milán                | Serie A              | 25     | 2    | IP            | 7             | 0             | PVP                  | 6                    | 0                    | 38     | 2      |
| 1973/74              | Janov                | Serie A              | 30     | 1    | IP            | 1             | 0             | -                    | 0                    | 0                    | 31     | 1      |
| 1974/75              | Janov                | Serie B              | 35     | 0    | IP            | 4             | 0             | -                    | 0                    | 0                    | 39     | 0      |
| 1975/76              | Janov                | Serie B              | 16     | 0    | IP            | 8             | 0             | -                    | 0                    | 0                    | 24     | 0      |
| 1976/77              | Janov                | Serie A              | 3      | 0    | IP            | 0             | 0             | -                    | 0                    | 0                    | 3      | 0      |
| Celkem v Serii A a B | Celkem v Serii A a B | Celkem v Serii A a B | 402    | 10   | -             | 69            | 3             | -                    | 45                   | 1                    | 516    | 14     |

## Reprezentační kariéra
Za reprezentací nastoupil do 37 utkání. Byl ve vítězné sestavě na ME 1968. Také získal stříbrnou medaili na MS 1970. Zúčastnil se též MS 1966.

### Statistika na velkých turnajích
| Reprezentace | Rok     | Zápasy             | Zápasy | Zápasy        | Zápasy           | Zápasy           | Zápasy       |
| Reprezentace | Rok     | Fáze turnaje       | Datum  | Soupeř        | Odehraných minut | Vstřelené branky | Výsledek     |
| ------------ | ------- | ------------------ | ------ | ------------- | ---------------- | ---------------- | ------------ |
| Itálie       | MS 1966 | 1 zápas ve skupině | 13. 7. | Chile         | 90               | 0                | 2:0          |
| Itálie       | MS 1966 | 2 zápas ve skupině | 16. 7. | Sovětský svaz | 90               | 0                | 0:1          |
| Itálie       | ME 1968 | Finále č.2         | 1. 6.  | Jugoslávie    | 90               | 0                | 2:0          |
| Itálie       | MS 1970 | 1 zápas ve skupině | 3. 6.  | Švédsko       | 53               | 0                | 1:0          |
| Itálie       | MS 1970 | 2 zápas ve skupině | 6. 6.  | Uruguay       | 90               | 0                | 0:0          |
| Itálie       | MS 1970 | 3 zápas ve skupině | 11. 6. | Izrael        | 90               | 0                | 0:0          |
| Itálie       | MS 1970 | Čtvrtfinále        | 14. 6. | Mexiko        | 90               | 0                | 4:1          |
| Itálie       | MS 1970 | Semifinále         | 17. 6. | NSR           | 91               | 0                | 4:3 v prodl. |
| Itálie       | MS 1970 | Finále             | 21. 6. | Brazílie      | 90               | 0                | 1:4          |

## Hráčské úspěchy

### Klubové
- 1× vítěz italské ligy (1967/68)
- 3× vítěz italského poháru (1966/67, 1971/72, 1972/73)
- 1× vítěz poháru PMEZ (1968/69)
- 2× vítěz poháru PVP (1967/68, 1972/73)
- 1× vítěz Interkontinentálního poháru (1969)

### Reprezentační
- 2× na MS (1966, 1970 - stříbro)
- 1× na ME (1968 - zlato)